# Магнус, Рудольф
Рудольф Магнус (1873—1927) — немецкий фармаколог и физиолог. 

## Биография
Получил медицинское образование со специализацией в фармакологии в Хайдельберге, там же стал профессором фармакологии в 1904 году. В 1908 году стал профессором фармакологии в Утрехте и оставался там на протяжении своей научной деятельности. 
Магнус наиболее известен как физиолог. Его знаменитая книга «Установка тела»  посвящена исследованию нейрофизиологических механизмов регуляции позы. За эти исследования Магнуса номинировали на Нобелевскую премию, но он преждевременно умер.
Сын Магнуса, Отто Магнус, написал биографию отца озаглавленную «Рудольф Магнус, физиолог и фармаколог: биография».
Дочь Магнуса, Гретл Магнус, стала переводчиком в Берлине. Её мужем был Уолтер Зандлер. Сын Греты и Уолтера, Бенджамин Зандлер, стал композитором.